# Коробка Соландера

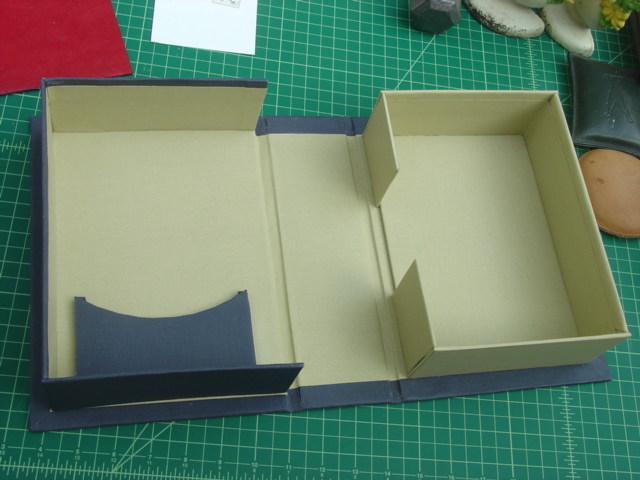
Коробка Соландера

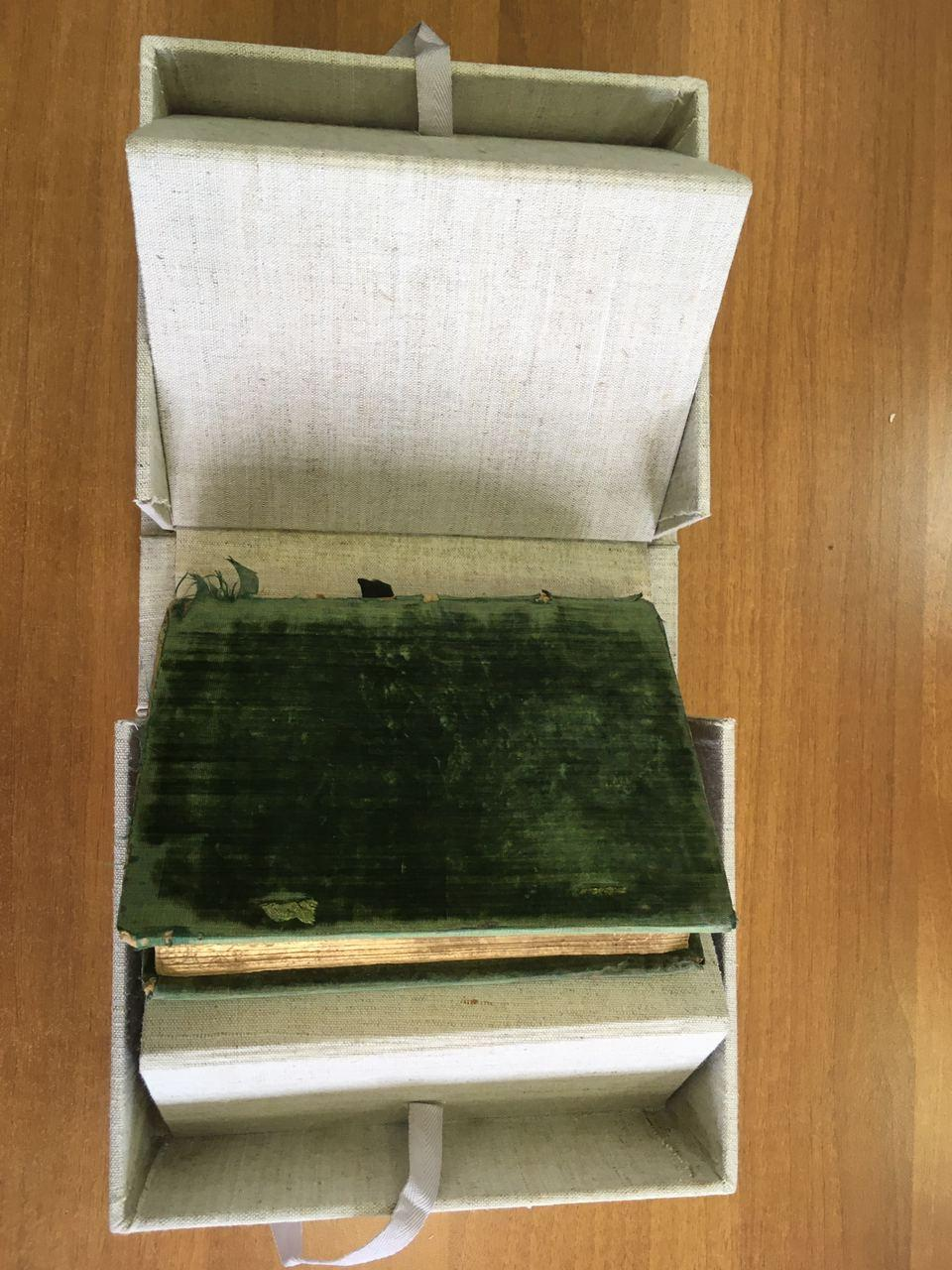
Коробка Соландер. Виготовлена в Центральній Бібліотеці Некрасова (Москва, Росія)

Ящик або коробка Соландер - це ящик у формі книги, який використовується для зберігання рукописів, карт, гравюр, документів, старих і цінних книг тощо. Зазвичай використовується в архівах, друкарнях та бібліотеках. Названий на честь шведського ботаніка Даніеля Соландер (1733—1782), якому приписують його створення під час роботи в Британському музеї, де він каталогізував колекцію природної історії між  1763 та 1782 роками.
Ящик зазвичай виготовляється з твердого матеріалу і має відкидну кришку, з'єднану з основою. І кришка, і нижня частина ящика мають три фіксованих бічних частини або «виступи»; кришка трохи більше, так що бічні частини «гніздяться» при закритті корпусу. Четверта сторона «корінця» має гнучкі з'єднання з основними верхніми і нижніми частинами і, таким чином, рівно лягає на поверхню, де відкривається коробка. На передньому краї корпусу часто є застібка. Зовнішня сторона покрита щільним папером, тканиною або шкірою, а внутрішня може бути оббита м'яким папером або повстю, особливо якщо вона зроблена для книги. Для консервації всі матеріали не повинні містити кислоти. Глибина коробки зазвичай становить близько тринадцяти сантиметрів, якщо вона не призначена для певного об'єкта і виготовляється різних стандартних розмірів з традиційними назвами, включаючи «королівський», «імперський», «слон» та інші. Для дуже старих книг зазвичай виготовляють точний розмір на замовлення. Ящики зберігаються в плоскому вигляді і досить міцні, щоб їх можна було зберігати невеликими штабелями.
Спрощена форма коробки Соландер без прикрас, має назву «фазова коробка», та використовується для тимчасового зберігання книг під час консерваційних робіт. Такі коробки робляться з простих недекорованих матеріалів, але теж повинні відповідати стандартам якості для архівного обладнання.

## Посилання

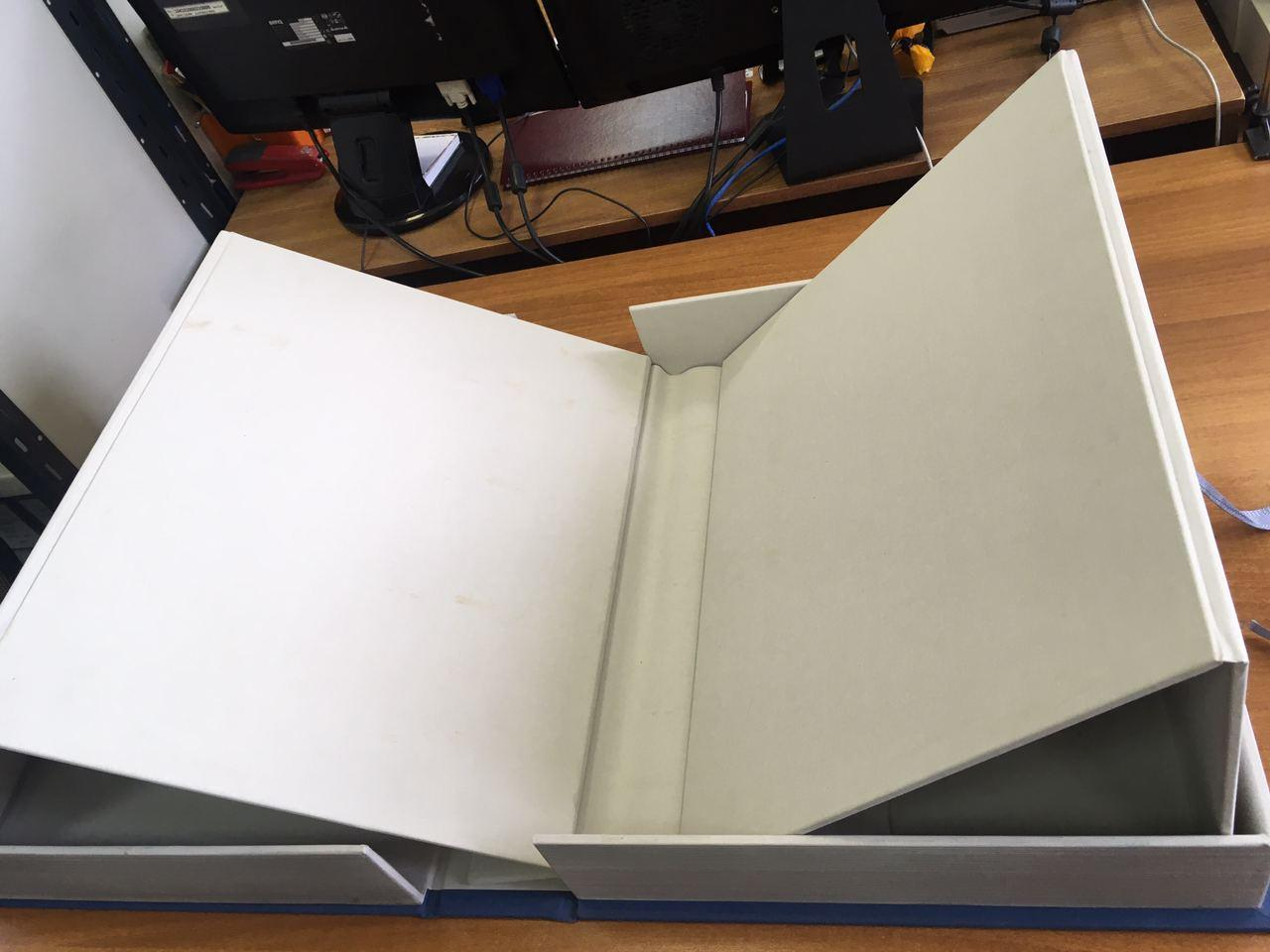
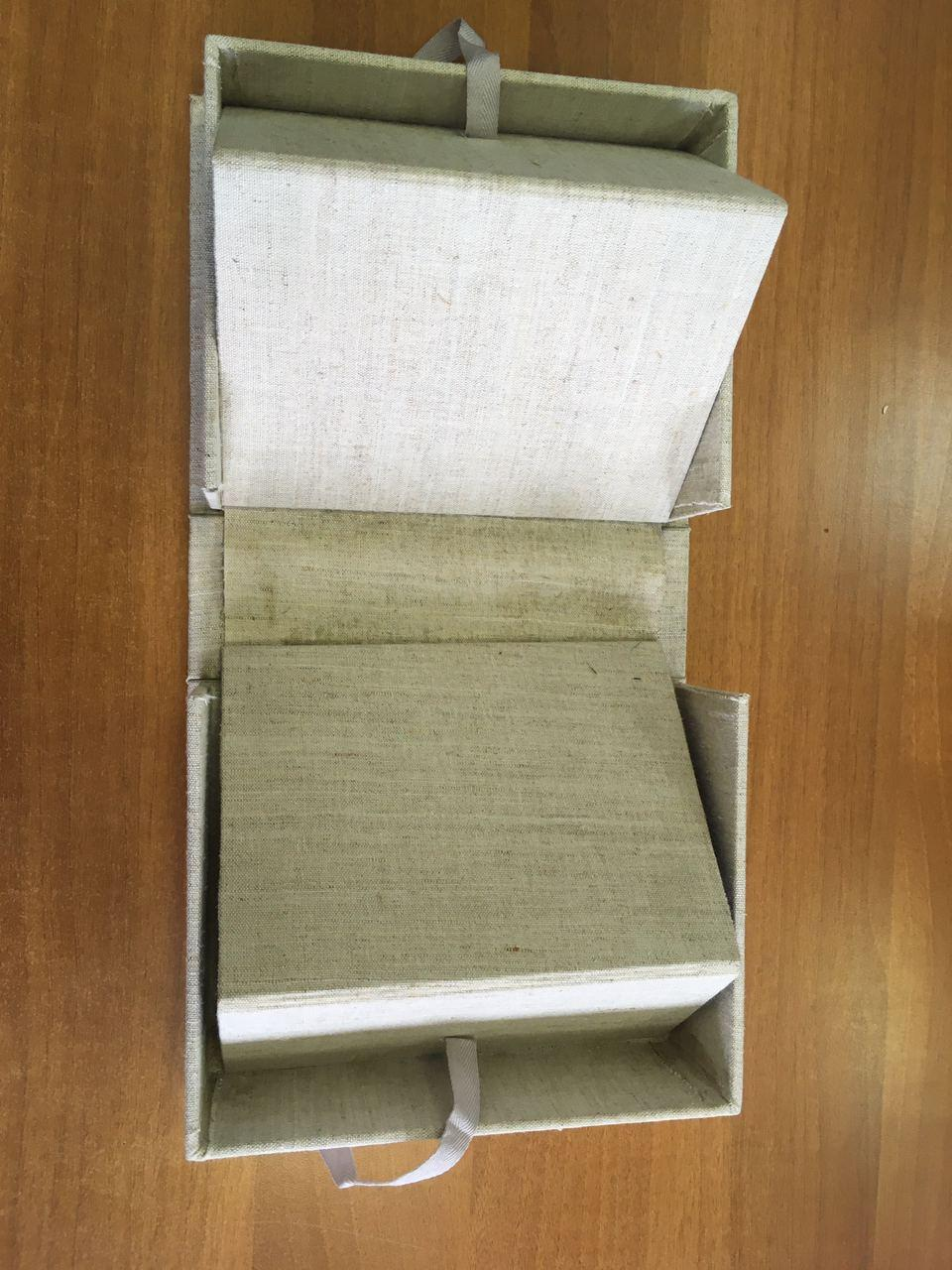
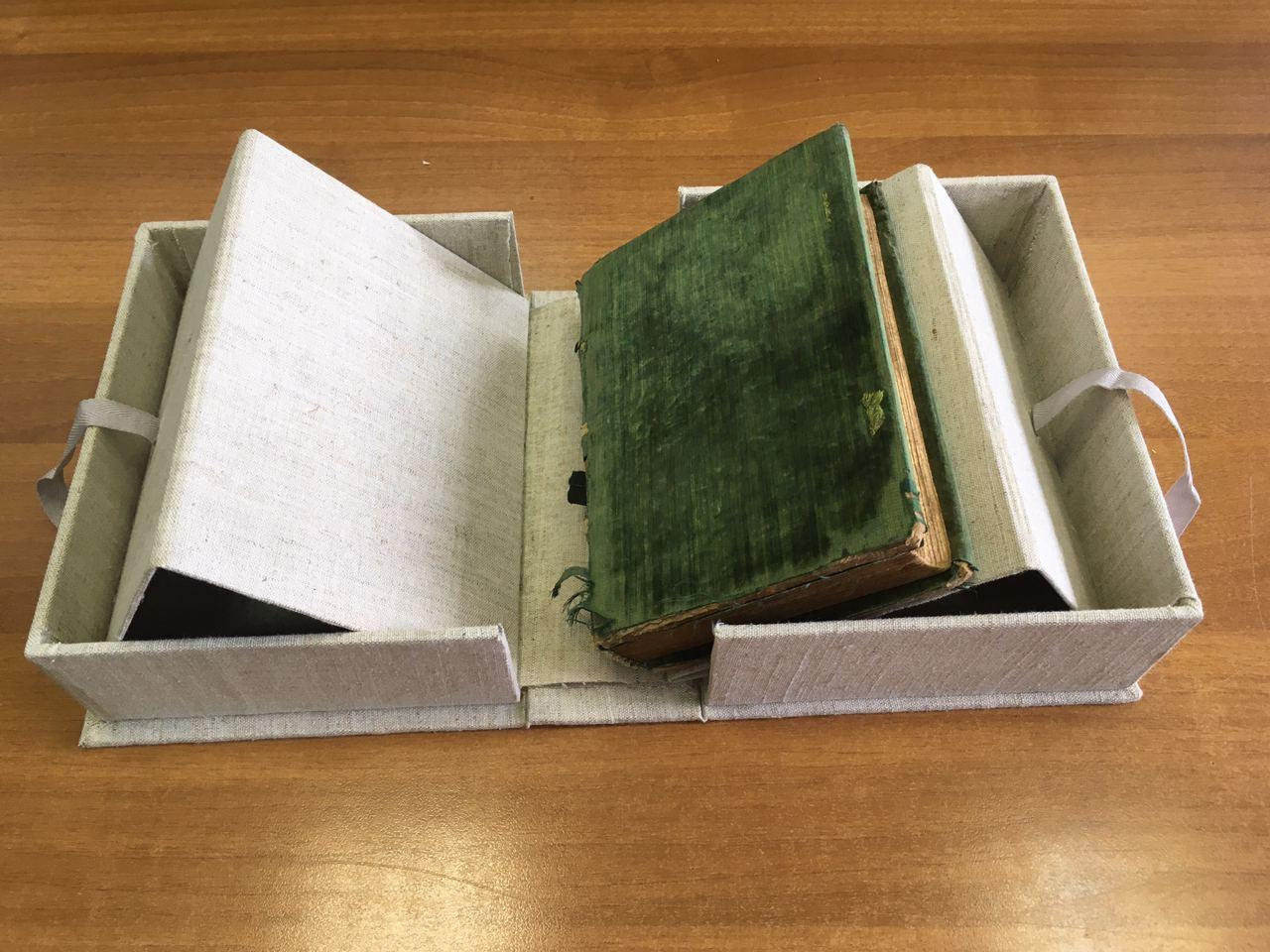
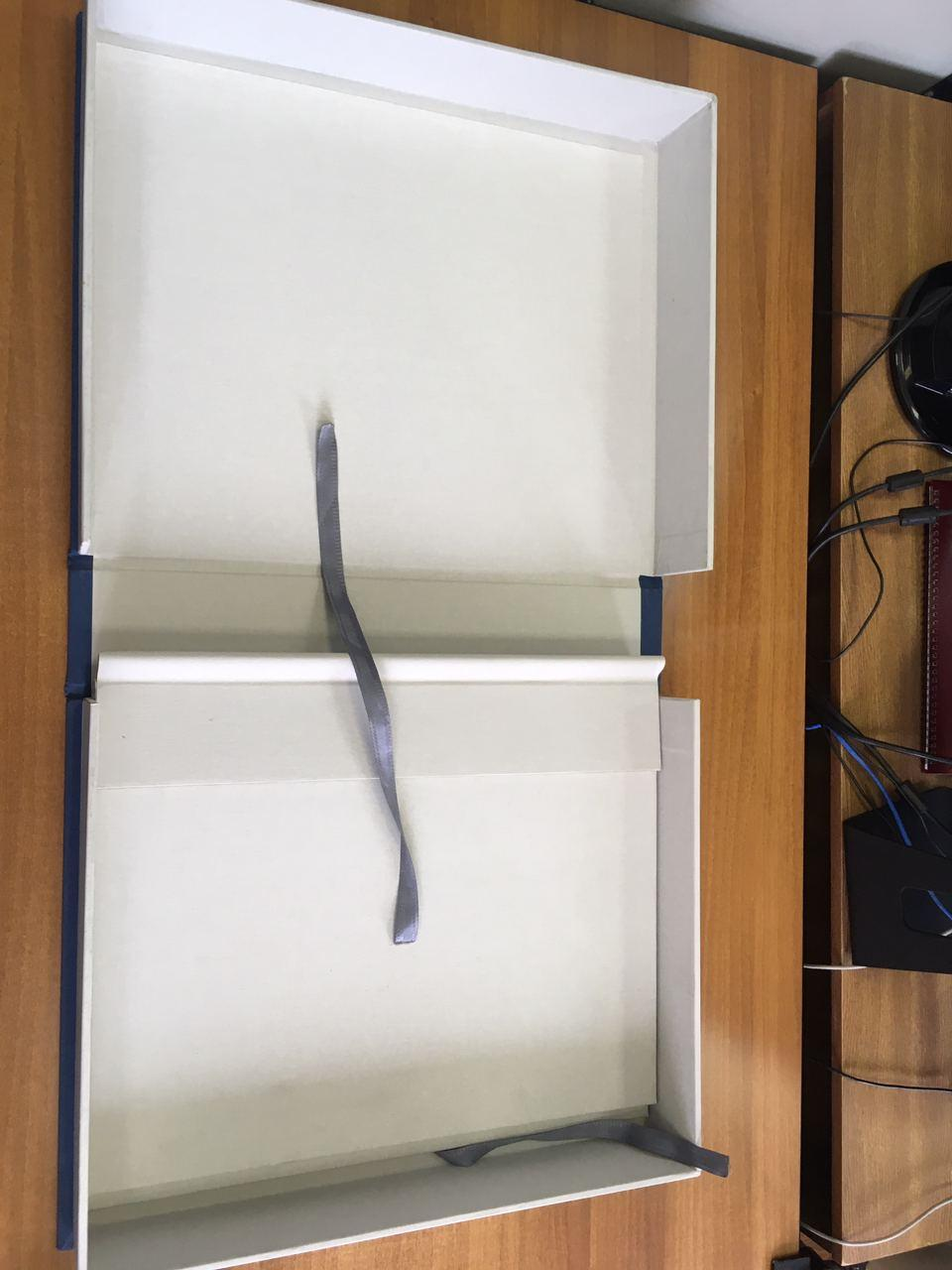

## Примітка
1. ↑  Duyker, Edward (1998). Nature's Argonaut: Daniel Solander 1733-1782: Naturalist and Voyager with Cook and Banks. Melbourne University Press. ISBN 0-522-84753-6.
2. ↑  Solander, Daniel (1733–1782). Australian Dictionary of Biography (англ.). Архів оригіналу за 19 вересня 2011. Процитовано 11 листопада 2020.
3. ↑  Niccolo Caldararo. The solander box: Its varieties and its role as an archival unit of storage for prints and drawings in a museum, archive or gallery :  [англ.] // Museum Management and Curatorship : Journal. — 1993. — Vol. 12, № release 4. — С. 387-400. — doi:10.1080/09647779309515377.
4. ↑  Easy do-it-yourself storage enclosures for books. reCollections: Caring for Collections Across Australia]. Архів оригіналу за 31 липня 2009.